# Liste der Adelsgeschlechter namens Morgenstern
Dies ist eine Liste der Adelsgeschlechter namens Morgenstern:
- Dietrich Morgenstern, 1347 Vogt zu Vörstetten[1]
- Jutrzenka (Adelsgeschlecht), kaschubisch-hinterpommersche Adelsfamilie, deutsch: Morgenstern, 1515 in Trzebiatkow erstmals urkundlich genannt, 1799 preußische Adelsanerkennung, vor allem Offiziere die in der preußischen Armee Dienst taten und deren Nachkommen nannten sich ab der 2. Hälfte des 18. Jahrhunderts bzw. nach den Befreiungskriegen von Morgenstern, Jutrzenka von Morgenstern o. ä.
- Morgonstierna, schwedische Adelsfamilie, deutsch: Morgenstern, 1645 schwedischer Adelstand, die Familie ist 1724 im Mannesstamm erloschen
- Morgenstern Gliszczynski, polnisch-preußische Adelsfamilie, erscheint Mitte des 18. Jahrhunderts bei Grunau, die Familie ist 1901 im Mannesstamm erloschen
- Georg Valentin von Munthe af Morgenstierne (1892–1978), Angehöriger einer norwegischen Adelsfamilie, Orientalist, seine Familie Morgenstern ist von Schlesien nach Bergen in Norwegen gelangt, Nachfahren nannten sich Munthe, 1755 dänischer Ritterstand Munthe af Morgenstierne
- Wisner von Morgenstern, 1792 ungarischer Adelsstand für Franz Vinzner von Morgenstern, die Familie ist erloschen
- Johann Melchior von Morgenstern (1733–1789), preußischer Offizier, Angehöriger einer ursprünglich aus Mergenthal in Franken stammenden, später in Genthin lebenden bürgerlichen Offiziersfamilie, bediente sich unbeanstandet des Adelsprädikats, seine Familie ist 1789 mit ihm im Mannesstamm erloschen
- Franz von Morgenstern (1787–1869), braunschweigischer Offizier und Direktor des Kriegskollegiums, Angehöriger einer braunschweigischen bürgerlichen Offiziersfamilie, angeblicher schwedischer Adelsabstammung, bediente sich wie sein Bruder unbeanstandet des Adelsprädikats, seine Familie ist 1869 mit ihm im Mannesstamm erloschen
- Karl von Morgenstern (1770–1852), Professor für Ästhetik, Eloquenz und Altklassische Philologie an der Kaiserlichen Universität Dorpat, war auch russischer Staatsrat und Ritter des Annen-Orden II. Klasse, gehörte damit dem russischen Dienstadel an, hinterließ jedoch keine Kinder
- Leopold von Morgenstern (1790–1864), wirklicher Geheimer Rat, Regierungs- und Konsistorialpräsident in Dessau, Angehöriger einer alten quedlinburgischen bürgerlichen Familie, anhalt-dessauischer Adelsstand 1836 von Morgenstern, seine Familie ist 1864 mit ihm im Mannesstamm erloschen
- Rukavina von Morgenstern, 1845 österreichischer Adelsstand für k.u.k.  Oberstleutnant a. D. Lukas Rukavina von Morgenstern
- Morgenstern von Podjaza, 1896 österreichischer Adelsstand für k.u.k. Rittmeister d. R. Roman Morgenstern Edler von Podjazda
- Morgenstern von Sashegy, 1910 ungarischer Adelstand für Oberstleutnant Gusztáv Morgenstern.[2]